# Plesiorycteropus
Plesiorycteropus, також відомий як bibymalagasy  або малагасийского трубкозуб, є представником нещодавно вимерлих ссавців роду плацентарні з Мадагаскару. За його описом в 1895 році, він був класифікований як мурахоїд, але недавні дослідження показали що мало доказів, щоб віднести його до мурахоїдів або будь-якому іншому виду ссавців. Таким чином, тепер він відноситься до свого власного виду, Bibymalagasia, який може бути частиною Afrotheria. Молекулярні досліди показують, що він може бути пов'язаний з тенрековими. Два види в даний час виявлення, великого розміру madagascariensis і менший germainepetterae. Вони ймовірно жили в одній місцевості, оскільки, субфоссільні залишки обох видів були знайдені в одному місці.
Знання про анатомію його скелета обмежені, тому що на сьогоднішній день були знайдені, тільки кінцівки,таз і частково кістки черепа. Plesiorycteropus ймовірно, був риючою твариною, яка харчувалась комахами, такими як терміти і мурахи. Також виявленні, пристосування для лазання і сидіння. Оцінки його маси в діапазоні від 6 до 18 кг (від 13 до 40 фунтів). Коли і чому вони вимерли залишається загадкою. Одна кістка радіовуглецевим дослідженням датується 200 р. до н.ч. Знищення лісів людиною, можливо, стали причиною його вимирання.